# Ommatius aruensis
Ommatius aruensis är en tvåvingeart som beskrevs av Wulp 1872. Ommatius aruensis ingår i släktet Ommatius och familjen rovflugor. Inga underarter finns listade i Catalogue of Life.